# Кадіївський тролейбус
Кадіївський тролейбус — вид міського транспорту, що впродовж 1970—2011 років діяв у місті Кадіївка, Луганської області. Датою відкриття руху є 1 березня 1970 року.

## Історія
Будівництво тролейбусу розпочалося 1968 року. Урочисте відкриття руху відбулося 1 березня 1970 року.
Перша ділянка пролягала від вулиці Чайковського до Будмістечка проспектом Леніна, вулицею Карла Лібкнехта (зворотно Богдана Хмельницького).
- 1973 року лінію подовжено до вулиці Фестивальної.
- 1979 року відкрито лінію до Заводу технічного вуглецю.
- 1989 року відкрито лінію до Південного масиву (мікрорайон 40-річчя Перемоги).
- 1992 року замість закритої трамвайної лінії було відкрито лінію до міста Алмазна.
- 1997 року збудували невелику однобічну лінію у центрі вулицею Дзержинського.

У листопаді 2004 року через відсутність пасажиропотоку закрито лінію до Заводу технічого вуглецю (пасажирський рух припинився ще раніше).
11 вересня 2008 року тролейбусний рух у місті припинився, здавалося б, назавжди.
Однак 15 липня 2010 року рух тролейбусів ЛАЗ-52522 у місті було відновлено — на лінії від вулиці Фестивальної до мікрорайону 40-річчя Перемоги.
31 серпня 2011 року тролейбусний рух у Стаханові припинив своє існування тепер вже остаточно.

## Рухомий склад
Першим рухомим складом стали тролейбуси Київ-6, яких протягом 1970-72 років надійшло 16 одиниць. Пропрацювали вони до 1982 року.
Також впродовж 1970-71 років надійшло 7 тролейбусів ЗіУ-5, які експлуатувалися до 1981 року.
З 1977 по 1992 роки місто отримувало тролейбуси ЗіУ-682В, яких загалом надійшло 58 одиниць. Протягом 1983—1997 років ці тролейбуси були єдиним типом рухомого складу у місті. Останні з цих тролейбусів припинили роботу 2007 року і 2011 року були списані.
| Рухомий склад станом на 2011 рік | Рухомий склад станом на 2011 рік | Рухомий склад станом на 2011 рік | Рухомий склад станом на 2011 рік |
| Рік випуску                      | Тип                              | Кількість                        | Бортові номери                   |
| -------------------------------- | -------------------------------- | -------------------------------- | -------------------------------- |
| 1997                             | ЛАЗ-52522                        | 3                                | 077, 078, 079                    |

## Маршрути
| Маршрути у 2010—2011 роках | Маршрути у 2010—2011 роках | Маршрути у 2010—2011 роках  |
| №                          | Траса руху | Примітка                    |
| -------------------------- | --- | --------------------------- |
| 101                        | Мікрорайон «Південний» — вул. Стаханова (зворотно: вул. Олімпійська) — вул.60-річчя Жовтня — пр-т. Леніна — вул. Жовтнева (зворотно: вул. Тельмана — вул. Б.Хмельницького) — вул. К.Лібкнехта — вул.50-річчя Жовтня — вул. Н.Курченко — вул. Фестивальна | До 2007 року — маршрут № 3) |

| Скасовані маршрути до 2010 року | Скасовані маршрути до 2010 року | Скасовані маршрути до 2010 року |
| №                               | Траса руху | Роки курсування                 |
| ------------------------------- | --- | ------------------------------- |
| 2                               | Завод технічного вуглецю — проспект Леніна — вул. Жовтнева (зворотно: вул. Тельмана — вул. Б. Хмельницького) — вул. К. Лібкнехта — вул. 50-річчя Жовтня — вул. М. Курченко — вул. Фестивальна | 1979—2002                       |
| 4                               | м. Алмазна — вул. Серго — проспект Леніна — вул. Жовтнева (зворотно: вул. Тельмана — вул. Б. Хмельницького) — вул. К. Лібкнехта — вул. 50-річчя Жовтня — вул. М. Курченко — вул. Фестивальна  | 1992—2007                       |